# Eulalia novaezelandiae
Eulalia novaezelandiae är en ringmaskart som först beskrevs av Grube 1880.  Eulalia novaezelandiae ingår i släktet Eulalia och familjen Phyllodocidae. Inga underarter finns listade i Catalogue of Life.